# Meganola impura
Meganola impura is een nachtvlinder uit de familie van de visstaartjes (Nolidae). 
De wetenschappelijke naam van de soort is voor het eerst geldig gepubliceerd door Mann in 1862.
De soort komt voor in Europa.